# Rhabdodendron
Rhabdodendron és un gènere de plantes amb flors que té dues o tres espècies d'arbres de distribució tropical a Amèrica del Sud.
Rhabdodendron s'ubica dins la seva pròpia família, Rhabdodendraceae, la qual només ha estat reconeguda recentment. Abans de la creació de la família Rhabdodendraceae, el gènere Rhabdodendron s'havia ubicat de forma molt variada taxonòmicament.